# Ruelliinae
Ruelliinae es una subtribu de la familia Acanthaceae, subfamilia Acanthoideae, tribu Ruellieae que tiene los siguientes géneros:

## Géneros
Acanthopale - Aechmanthera - Apassalus - Benoicanthus - Blechum - Bravaisia - Brillantaisia - Brunoniella - Calacanthus - Clarkeasia - Dischistocalyx - Duosperma - Dyschoriste - Echinacanthus - Epiclastopelma - Eranthemum - Eremomastax - Eusiphon - Hemigraphis - Heteradelphia - Hygrophila - Ionacanthus - Kosmosiphon - Leptosiphonium - Louteridium - Lychniothyrsus - Mellera - Mimulopsis - Pararuellia - Petalidium - Phaulopsis - Physacanthus - Polylychnis - Pseudoruellia - Ruellia - Ruelliopsis - Sanchezia - Satanocrater - Sautiera - Spirostigma - Stenosiphonium - Stenothyrsus - Strobilanthes - Strobilanthopsis - Suessenguthia - Trichanthera - Trichosanchezia - Zygoruellia